# Pasi Poljana
Pasi Poljana (em cirílico: Паси Пољана) é uma vila da Sérvia localizada no município de Palilula, pertencente ao distrito de Nišava, na região de Ponišavlje. A sua população era de 2892 habitantes segundo o censo de 2011.

## Demografia
| 1948 | 1953 | 1961 | 1971 | 1981 | 1991 | 2002 | 2011 |
| ---- | ---- | ---- | ---- | ---- | ---- | ---- | ---- |
| 891  | 969  | 1050 | 1217 | 1471 | 1705 | 2139 | 2892 |